# 蓬特聖巴勃羅
蓬特聖巴勃羅是玻利維亞的城鎮，位於該國東北部，由貝尼省負責管轄，距離首府特立尼達135公里，海拔高度177米，每年平均降雨量超過2,000毫米，2010年人口2,153。
15°14′39″S 63°52′00″W / 15.2442°S 63.8667°W